# Бейгулово
Бейгулово (баш. Бейғол) — село в Уфимском районе Республики Башкортостан Российской Федерации. Входит в состав Шемякского сельсовета.

## География

### Географическое положение
Расстояние до:
- районного центра (Уфа): 55 км,
- центра сельсовета (Октябрьский): 5 км,
- ближайшей ж/д станции (Алкино): 12 км.

## Население
| 2002 | 2009 | 2010 |
| ---- | ---- | ---- |
| 151  | ↗188 | ↘172 |

Национальный состав
Согласно переписи 2002 года, преобладающие национальности — русские (37 %), башкиры (28 %).